# Regierung Palme I

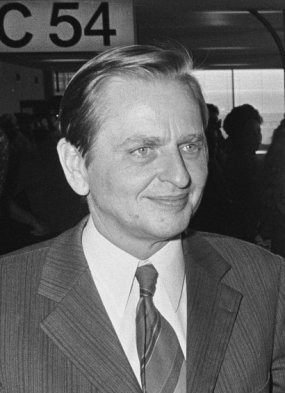
Olof Palme 1974

Die Regierung Palme I wurde in Schweden am 14. Oktober 1969 durch Ministerpräsident Olof Palme von der Schwedischen Sozialdemokratischen Arbeiterpartei SAP (Sveriges socialdemokratiska arbetareparti) gebildet und löste die Regierung Erlander III ab. Sie blieb bis zum 8. Oktober 1976 im Amt und wurde danach durch die Regierung Fälldin I abgelöst. Palmes SAP gewann die Wahlen zum Schwedischen Reichstag am 20. September 1970 sowie 16. September 1973. Nach der Wahl vom 19. September 1976 konnte die SAP zum ersten Mal seit 40 Jahren nicht mehr den Ministerpräsidenten stellen, woraufhin Thorbjörn Fälldin von der Zentrumspartei (Centerpartiet) eine Koalitionsregierung bildete.

## Minister
Dem Kabinett gehörten folgende Minister an:
| Amt                                                           | Name                                           | Partei | Beginn der Amtszeit                                | Ende der Amtszeit                                 |
| ------------------------------------------------------------- | ---------------------------------------------- | ------ | -------------------------------------------------- | ------------------------------------------------- |
| Ministerpräsident                                             | Olof Palme                                     | SAP    | 14. Oktober 1969                                   | 8. Oktober 1976                                   |
| Außenminister                                                 | Torsten Nilsson Krister Wickman Sven Andersson | SAP    | 14. Oktober 1969 1. Juli 1971 31. Oktober 1973     | 1. Juli 1971 31. Oktober 1973 8. Oktober 1976     |
| Justizminister                                                | Lennart Geijer                                 | SAP    | 14. Oktober 1969                                   | 8. Oktober 1976                                   |
| Verteidigungsminister                                         | Sven Andersson Eric Holmqvist                  | SAP    | 14. Oktober 1969 31. Oktober 1973                  | 31. Oktober 1973 8. Oktober 1976                  |
| Sozialminister                                                | Sven Aspling                                   | SAP    | 14. Oktober 1969                                   | 8. Oktober 1976                                   |
| Kommunikationsminister                                        | Bengt Norling                                  | SAP    | 14. Oktober 1969                                   | 8. Oktober 1976                                   |
| Finanzminister                                                | Gunnar Sträng                                  | SAP    | 14. Oktober 1969                                   | 8. Oktober 1976                                   |
| Bildungsminister                                              | Ingvar Carlsson Bertil Zachrisson              | SAP    | 14. Oktober 1969 31. Oktober 1973                  | 31. Oktober 1973 8. Oktober 1976                  |
| Landwirtschaftsminister                                       | Ingemund Bengtsson Svante Lundkvist            | SAP    | 14. Oktober 1969 31. Oktober 1973                  | 31. Oktober 1973 8. Oktober 1976                  |
| Handelsminister                                               | Gunnar Lange Kjell-Olof Feldt Carl Lidbom      | SAP    | 14. Oktober 1969 9. Oktober 1970 11. November 1975 | 9. Oktober 1970 11. November 1975 8. Oktober 1976 |
| Innenminister                                                 | Eric Holmqvist                                 | SAP    | 14. Oktober 1969                                   | 31. Oktober 1973                                  |
| Minister für den Arbeitsmarkt                                 | Ingemund Bengtsson                             | SAP    | 31. Oktober 1973                                   | 8. Oktober 1976                                   |
| Zivilminister                                                 | Svante Lundkvist                               | SAP    | 14. Oktober 1969                                   | 31. Oktober 1973                                  |
| Wohnungsbauminister                                           | Ingvar Carlsson                                | SAP    | 31. Oktober 1973                                   | 8. Oktober 1976                                   |
| Industrieminister                                             | Krister Wickman Rune B. Johansson              | SAP    | 14. Oktober 1969 1. Juli 1971                      | 1. Juli 1971 8. Oktober 1976                      |
| Minister für Kommunen                                         | Hans Gustafsson                                | SAP    | 31. Oktober 1973                                   | 8. Oktober 1976                                   |
| Minister ohne Geschäftsbereich beim Justizminister            | Sven-Eric Nilsson                              | SAP    | 14. Oktober 1969                                   | 30. Juni 1973                                     |
| Ministerin ohne Geschäftsbereich                              | Alva Myrdal Gertrud Sigurdsen                  | SAP    | 14. Oktober 1969 31. Oktober 1973                  | 31. Oktober 1973 8. Oktober 1976                  |
| Minister ohne Geschäftsbereich beim Bildungsminister          | Sven Moberg Lena Hjelm-Wallén                  | SAP    | 14. Oktober 1969 28. Dezember 1973                 | 31. Oktober 1976 8. Oktober 1976                  |
| Ministerin ohne Geschäftsbereich                              | Camilla Odhnoff Anna-Greta Leijon              | SAP    | 14. Oktober 1969 30. Oktober 1973                  | 30. Oktober 1973 8. Oktober 1976                  |
| Minister ohne Geschäftsbereich beim Finanzminister            | Bertil Löfberg Kjell-Olof Feldt                | SAP    | 14. Oktober 1969 11. Oktober 1975                  | 27. Oktober 1975 8. Oktober 1976                  |
| Minister ohne Geschäftsbereich im Amt des Ministerpräsidenten | Carl Lidbom Thage G. Peterson                  | SAP    | 14. Oktober 1969 11. November 1975                 | 27. Oktober 1975 8. Oktober 1976                  |